# 데드 타임
데드타임(Dead time)은 단상 하프브리지 인버터의 출력전압은 상단과 하단의 두 IGBT가 상보적인 스위칭에 의해 정해진다. 이 때 스위치가 둘다 도통(Turn-on)이 되어버리면 기기가 타버릴수 있으니(short circuit fault)약간의 시간차를 두고 Turn-on시킨다. 이 약간의 시간차를 데드타임 혹은 Blanking Time이라고 말한다.

## 같이 보기
- 양전자 방출 단층촬영